# Malva (Zamora)
Malva is een gemeente in de Spaanse provincie Zamora in de regio Castilië en León met een oppervlakte van 27,33 km². Malva telt 132 inwoners (1 januari 2016).

## Demografische ontwikkeling
Bron: INE, 1857-2011: volkstellingen